# Ordre de préséance en France
L'ordre de préséance en France est une hiérarchie symbolique définissant l'ordre des personnalités officielles lors des cérémonies publiques en France. Cet ordre diffère selon que les cérémonies publiques se tiennent à Paris ou dans d'autres territoires.

## Historique

### Mise en place progressive sous l'Ancien Régime

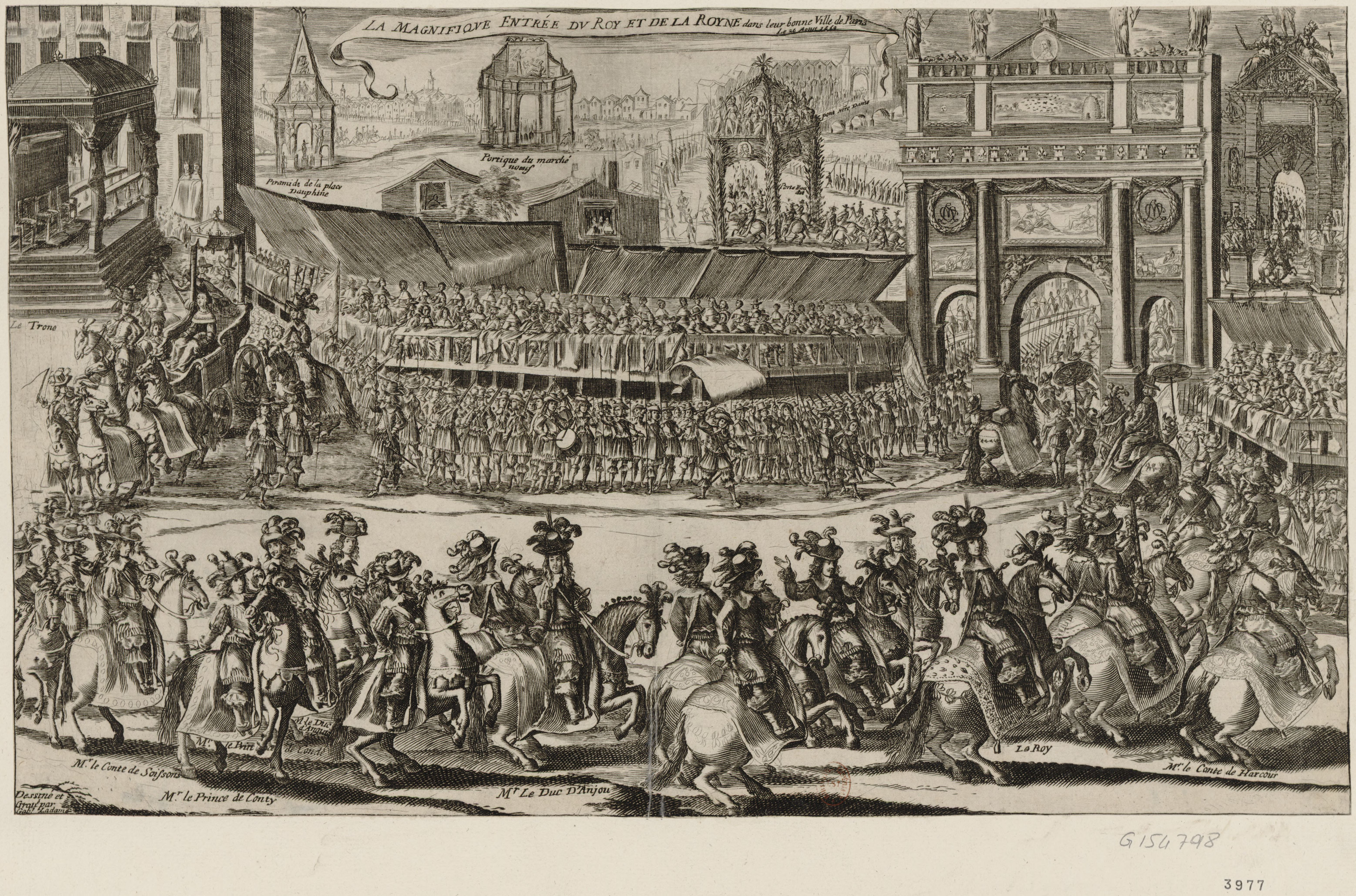
L'entrée du roi et de la reine à Paris en 1660. Le roi est suivi immédiatement des princes du sang.

Le cérémonial se développe sous l'Ancien Régime, selon Ralph Giesey, au même rythme que les trois genres que sont le « spectacle », c'est-à-dire les réjouissances organisées pour divertir le roi, les « cérémonials d'État », tels que le sacre, les entrées urbaines (en), les funérailles, et la « société de cour », gouvernée par l'étiquette.
Au XVe siècle, les préséances et les places, à la cour de France comme de Bourgogne, dépendent du degré de parenté avec le souverain. À partir du milieu du XVIe siècle, apparaît une volonté de formaliser les rangs et préséances. En 1547, Henri II confie à Jean du Tillet la charge de rechercher dans les archives tout ce qui peut aider à déterminer l'ordre que devront suivre les pairs de France lors de son sacre prévu trois semaines plus tard. Un édit du roi accorde alors la préséance aux princes du sang sur les autres princes et pairs.
Sous l'influence de Catherine de Médicis qui cherche à affermir le pouvoir de ses fils rois ébranlé par les guerres de religion, Charles IX, puis Henri III prennent des règlements, notamment celui du 1er janvier 1585, qui contribuent à définir un véritable ordonnancement de la cour. En particulier, contrairement à ce qui prévalait dans l'ancien ordre féodal, les princes du sang prennent définitivement le pas sur les autres grands du royaume. La place attribuée à chacun est un signe de faveur et permet au roi de récompenser ses fidèles et ses favoris, tels le duc de Joyeuse et le duc d'Épernon.
L'expression « en rang d'oignons », selon une tradition douteuse mais significative de l'importance prise alors par ces questions, viendrait ainsi du nom du baron d'Ognon, maître de cérémonie aux états généraux de Blois en 1576.
Si Henri IV est moins attentif aux questions de préséance que les derniers Valois, il prescrit avec soin l'ordre à suivre pour le sacre de la reine en 1610. Il en sera de même au sacre de Louis XIII. Enfin Louis XIV utilise les rangs pour conforter la place de ses fils adultérins, allant jusqu'à les inclure dans l'ordre de succession juste après les princes légitimes. Sa volonté de réglementer l'étiquette dans ses moindres détails l'amène toutefois, selon Fanny Cosandey, à se contraindre lui-même et à perdre la marge de manœuvre dont disposaient ses prédécesseurs dans la distribution de ces faveurs.

### Les principes généraux de l'ordre de préséance sous l'Ancien Régime
L'attribution des rangs est un moyen de contrôle du roi sur les grands du royaume, qu'il peut ainsi favoriser ou, au contraire, mettre à l'écart, en particulier lorsqu'il joue le rôle d'arbitre dans un conflit de préséance entre deux dignitaires. Le roi est tout de même soumis à certaines règles générales :
- un titre plus ancien a préséance sur un titre plus récent ;
- les titres s'ordonnent selon une hiérarchie : ducs, marquis, comtes, barons ;
- les femmes partagent le rang de leur mari vis-à-vis des autres participants, mais se tiennent à gauche de lui.

L'ordre de préséances se traduit par la position spatiale respective des dignitaires. Le plus digne est placé plus en hauteur. À hauteur égale, l'avant prime sur l'arrière ; sur une rangée, la droite est plus honorable que la gauche. Cet ordre demande des adaptations dans certaines circonstances : dans un banquet, ou dans une procession où le roi est placé au milieu, c'est la proximité par rapport à celui-ci qui compte plus que la position en avant.

### Définition par décret depuis leXIXesiècle
L'ordre est institué par Napoléon Ier par le décret impérial du 24 messidor an XII (13 juillet 1804), qui définit l'ordre dans lequel les dignitaires doivent assister aux cérémonies publiques. Il précise que ces personnes marchent par rangs de trois personnes, de sorte que, sur chaque rang, la personne marchant au milieu a le rang le plus élevé et celle qui marche sur la gauche le rang le moins élevé.
Le décret du 24 messidor an XII est abrogé et remplacé par le décret du 16 juin 1907 pour tenir compte de la séparation de l'Église et de l'État instaurée par la loi de 1905.
En 1984, le préfet Jacques Gandouin est chargé par le président de la République de refondre le protocole de 1907, qui est remplacé par le décret du 13 septembre 1989,. Ce décret est toujours en vigueur en 2025.

## Actuel ordre de préséance
L'ordre de préséance est régi par le décret du 13 septembre 1989.
À l'intérieur d'un grade, le plus ancien passe avant ses pairs ou, à égalité d'ancienneté, le plus âgé.

### Règles générales
L'article 13 du décret du 13 septembre 1989 dispose que « les rangs et préséances ne se délèguent pas », c'est-à-dire que la personne qui représente une autorité dans une cérémonie publique se place à son rang propre et non au rang de cette autorité, sauf si elle représente le président de la République.
L'autorité la plus élevée se place au centre ; les autres autorités se placent à sa droite puis à sa gauche, du centre vers l'extérieur, dans l'ordre décroissant des préséances. L'autorité qui occupe le premier rang arrive la dernière et se retire la première.

### Ordre de préséance à Paris
À Paris, lorsque les membres des corps et les autorités assistent aux cérémonies publiques, ils y prennent rang dans l'ordre de préséance suivant :
1. le président de la République ;
2. le Premier ministre ;
3. le président du Sénat ;
4. le président de l'Assemblée nationale ;

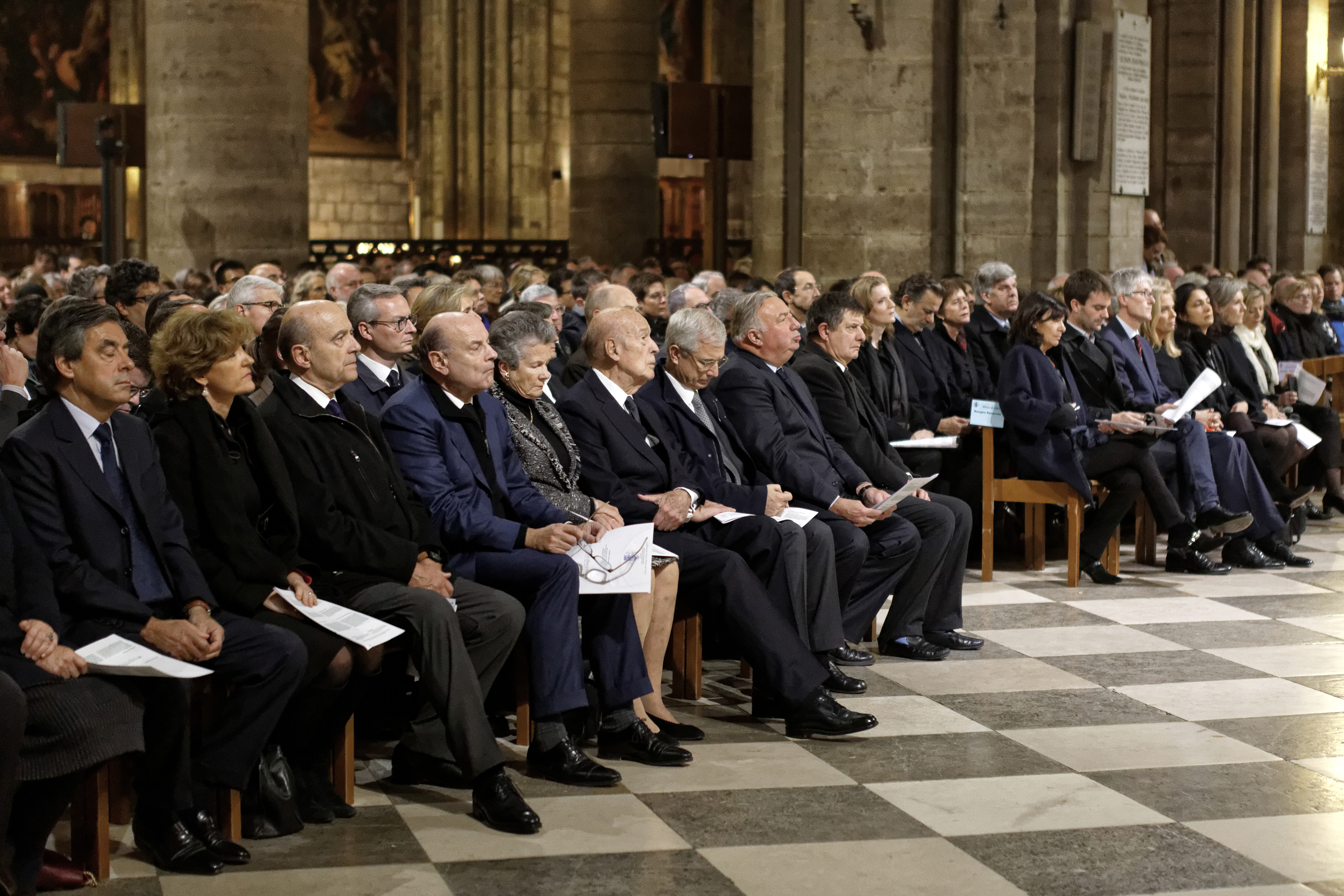
Cérémonie à Paris : le Président du Sénat a préséance sur le Président de l'Assemblée nationale et sur l'ancien Président de la République.

5. les anciens présidents de la République dans l'ordre de préséance déterminé par l'ancienneté de leur prise de fonctions ;
6. les membres du gouvernement (ministres et secrétaires d’État) dans l'ordre de préséance arrêté par le président de la République ;
7. les anciens premiers ministres dans l'ordre de préséance déterminé par l'ancienneté de leur prise de fonctions ;
8. le président du Conseil constitutionnel ;
9. le vice-président du Conseil d'État ;
10. le président du Conseil économique, social et environnemental ;
11. le Défenseur des droits ;
12. les députés ;
13. les sénateurs ;
14. les députés européens ;
15. l'autorité judiciaire représentée par le premier président de la Cour de cassation et le procureur général près cette cour ;
16. le premier président de la Cour des Comptes et le procureur général près cette cour ;
17. le grand chancelier de la Légion d'honneur, chancelier de l'ordre national du Mérite, et les membres des conseils de ces ordres ;
18. le chancelier de l'ordre de la Libération et les membres du conseil de l'ordre ;
19. le chef d'état-major des armées ;
20. le préfet de la région d'Île-de-France, préfet de Paris ;
21. le préfet de police, préfet de la zone de défense de Paris ;
22. le maire de Paris, président du conseil de Paris ;
23. le président du conseil régional d'Île-de-France ;
24. le chancelier de l'Institut de France, les secrétaires perpétuels de l'Académie française, de l'Académie des inscriptions et belles-lettres, de l'Académie des sciences, de l'Académie des beaux-arts et de l'Académie des sciences morales et politiques ;
25. le secrétaire général du Gouvernement, le secrétaire général de la Défense et de la Sécurité nationale et le secrétaire général du ministère des Affaires étrangères ;
26. le président de la cour administrative d'appel de Paris, le premier président de la cour d'appel de Paris et le procureur général près cette cour ;
27. le délégué général pour l'armement, le secrétaire général pour l'administration du ministère de la Défense, le chef d'état-major de l'armée de terre, le chef d'état-major de la Marine, le chef d'état-major de l'Armée de l'air et de l'espace, le gouverneur militaire de Paris, commandant de la région terre Île-de-France ;
28. le président de la Haute Autorité pour la transparence de la vie publique ;
29. le président du Conseil supérieur de l'audiovisuel ;
30. le président de la Commission nationale de l'informatique et des libertés ;
31. le président de l'Autorité de la concurrence ;
32. le président de l'Autorité des marchés financiers ;
33. le recteur de l'académie de Paris, chancelier des universités ;
34. les hauts-commissaires, commissaires généraux, commissaires, délégués généraux, délégués, secrétaires généraux, directeurs de cabinet, le directeur général de la gendarmerie nationale, les directeurs généraux et directeurs d'administration centrale dans l'ordre de préséance des ministères déterminé par l'ordre protocolaire du Gouvernement et, au sein de chaque ministère, dans l'ordre de préséance déterminé par leur fonction ou leur grade ;
35. le gouverneur de la Banque de France, le directeur général de la Caisse des dépôts et consignations ;
36. le président du tribunal administratif de Paris, le président du tribunal judiciaire de Paris et le procureur de la République près ce tribunal, le président de la chambre régionale des comptes d'Île-de-France ;
37. le préfet, secrétaire général de la préfecture de la région d'Île-de-France, le préfet, directeur du cabinet du préfet de police, le préfet, secrétaire général de la préfecture de Paris, le préfet, secrétaire général de l'administration de la police, le préfet, secrétaire général de la zone de défense ;
38. les membres du conseil de Paris, les membres du conseil régional d'Île-de-France ;
39. le chef du contrôle général des armées, les généraux de division ayant rang et appellation de généraux d'armée, les vice-amiraux ayant rang et appellation d'amiraux, les généraux de division aérienne ayant rang et appellation de généraux d'armée aérienne, les généraux de division ayant rang et appellation de généraux de corps d'armée, les vice-amiraux ayant rang et appellation de vice-amiraux d'escadre, les généraux de division aérienne ayant rang et appellation de généraux de corps aérien ;
40. les présidents des universités de Paris, les directeurs des grandes écoles nationales, les directeurs des grands établissements nationaux de recherche ;
41. le président du tribunal de commerce de Paris ;
42. le président du conseil de prud'hommes de Paris ;
43. le secrétaire général de la ville de Paris ;
44. le directeur général des services administratifs de la région d'Île-de-France ;
45. les présidents et secrétaires perpétuels des académies créés ou reconnus par une loi ou un décret ;
46. le président du Conseil économique, social et environnemental de la région d'Île-de-France ;
47. les chefs des services déconcentrés de l'État dans la région d'Île-de-France et dans le département de Paris dans l'ordre de préséance attribué au département ministériel dont ils relèvent et les directeurs généraux et directeurs de la préfecture de région, de la préfecture de Paris et de la préfecture de police ;
48. le président de CCI France, le président de l'assemblée permanente des chambres d'agriculture, le président de l'assemblée permanente des chambres de métiers et de l'artisanat ;
49. le président de la chambre de commerce et d'industrie de Paris, le président de la chambre régionale de commerce et d'industrie d'Île-de-France ;
50. le président de la chambre régionale d'agriculture d'Île-de-France, le président de la chambre interdépartementale d'agriculture d'Île-de-France ;
51. le président de la chambre départementale de métiers de Paris ;
52. le président du conseil de l'ordre des avocats au Conseil d'État et à la Cour de cassation ;
53. le bâtonnier de l'ordre des avocats de Paris et le président de la Conférence des bâtonniers ;
54. les présidents des conseils nationaux des ordres professionnels ;
55. les directeurs des services de la ville de Paris dans l'ordre de leur nomination ;
56. les commissaires de police, les officiers de gendarmerie et les officiers de la brigade de sapeurs-pompiers de Paris ;
57. le président de la Chambre nationale des avoués près les cours d'appel[20] ;
58. le président du Conseil supérieur du notariat ;
59. le président de la Chambre nationale des commissaires-priseurs judiciaires ;
60. le président de la Chambre nationale des huissiers de justice ;
61. le président de la Compagnie nationale des commissaires aux comptes.

### Ordre de préséance en dehors de Paris
Dans les autres départements ainsi que dans les collectivités territoriales de Saint-Pierre-et-Miquelon et de Mayotte, l'ordre de préséance ne comprend que des personnalités liées à la collectivité locale. C'est ainsi le préfet ou le représentant de l’État dans le département ou la collectivité qui est au premier rang, précédant les députés et les sénateurs.

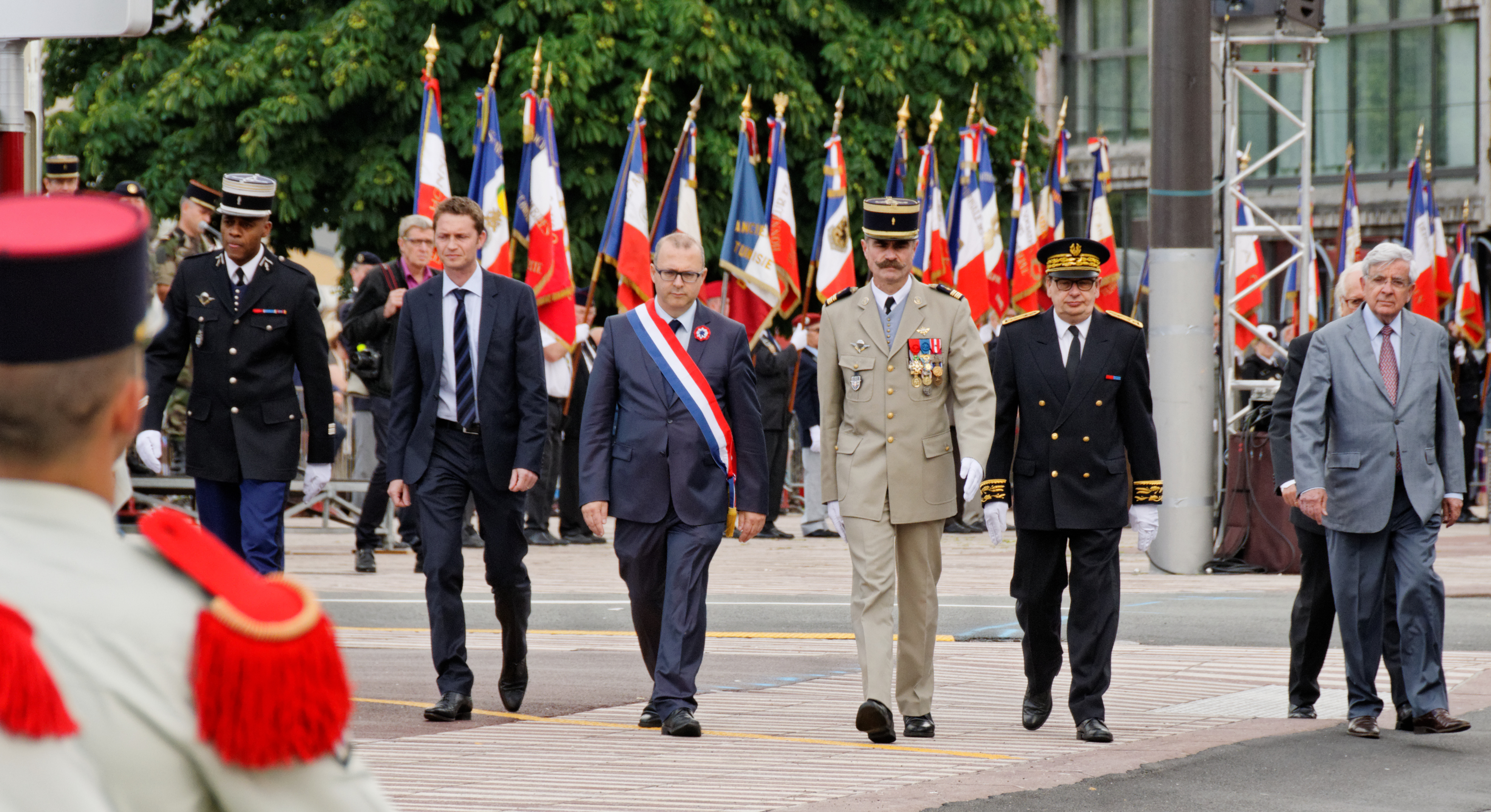
Cérémonie du 14-Juillet à Belfort : le préfet, le député et le sénateur.

L'ordre de préséance est le suivant :
1. Le préfet, représentant de l'État dans le département ou la collectivité ;
2. Les députés ;
3. Les sénateurs ;
4. Les députés européens ;
5. Le président du conseil régional ou, dans les départements de Corse-du-Sud et de Haute-Corse (1), le président du conseil exécutif de Corse, le président de l'assemblée de Corse ;
6. Le président du conseil départemental ;
7. Le maire de la commune dans laquelle se déroule la cérémonie ;
8. Le général commandant la région terre, l'amiral commandant la région maritime, le général commandant la région aérienne, le général commandant la région de gendarmerie ;
9. Le président de la cour administrative d'appel, le premier président de la cour d'appel et le procureur général près cette cour ou, à Saint-Pierre-et-Miquelon et à Mayotte, le président du tribunal supérieur d'appel et le procureur de la République près ce tribunal ;
10. L'amiral commandant l'arrondissement maritime, le général commandant la région de gendarmerie ; dans les départements et les collectivités territoriales d'outre-mer, l'autorité militaire exerçant le commandement supérieur des forces armées ;
11. Les dignitaires de la Légion d'honneur, les Compagnons de la Libération, les dignitaires de l'ordre national du Mérite et le délégué national de l'ordre de la Libération ;
12. Le président du Conseil économique, social et environnemental de la région, ou, dans les départements de Corse-du-Sud et de Haute-Corse (1), le président du conseil économique, social et culturel de Corse, les membres du conseil exécutif de Corse ; dans les départements d'outre-mer, le président du conseil de la culture, de l'éducation et de l'environnement ;
13. Le président du tribunal administratif, le président du tribunal judiciaire et le procureur de la République près ce tribunal ou, à Saint-Pierre-et-Miquelon et à Mayotte, le président du tribunal de première instance et le procureur de la République près ce tribunal, le président de la chambre régionale des comptes ;
14. Les membres du conseil régional ou, dans les départements de Corse-du-Sud et de Haute-Corse (1), les membres de l'assemblée de Corse ;
15. Les membres du conseil départemental ;
16. Les membres du Conseil économique, social et environnemental ;
17. Le recteur d'académie ;
18. Dans les départements du Bas-Rhin, du Haut-Rhin et de la Moselle, l'évêque, le président du directoire de l'Église de la confession d'Augsbourg d'Alsace et de Lorraine, le président du synode de l'Église réformée d'Alsace-Lorraine, le grand rabbin, le président de consistoire israélite ;
19. Le préfet adjoint pour la sécurité, le préfet délégué pour la sécurité et la défense ;
20. Le sous-préfet dans son arrondissement, le secrétaire général de la préfecture et, le cas échéant, le secrétaire général pour les affaires régionales et le secrétaire général pour l'administration de la police, le directeur du cabinet du préfet du département ;
21. Les officiers généraux exerçant un commandement ;
22. Les chefs des services déconcentrés des administrations civiles de l'Etat dans la région et dans le département, dans l'ordre de préséance attribué aux départements ministériels dont ils relèvent, le délégué militaire départemental, le commandant de groupement de gendarmerie départementale ;
23. Les présidents des universités, les directeurs des grandes écoles nationales ayant leur siège dans le département, les directeurs des grands établissements de recherche ayant leur siège dans le département ;
24. Le directeur général des services de la région, ou, dans les départements de Corse-du-Sud et de Haute-Corse, le directeur général des services de la collectivité territoriale de Corse (1) ;
25. Le directeur général des services du département ;
26. Les conseillers municipaux de la commune dans laquelle se déroule la cérémonie ;
27. Le secrétaire général de la commune dans laquelle se déroule la cérémonie ;
28. Le président du tribunal de commerce ;
29. Le président du conseil de prud'hommes ;
30. Le président du tribunal paritaire des baux ruraux ;
31. Le président de la chambre régionale de commerce et d'industrie, le président de la chambre régionale d'agriculture, le président de la chambre ou de la conférence régionale de métiers, le président de la chambre départementale de commerce et d'industrie, le président de la chambre départementale d'agriculture, le président de la chambre départementale de métiers ;
32. Le bâtonnier de l'ordre des avocats, les présidents des conseils régionaux et départementaux des ordres professionnels ;
33. Le secrétaire de mairie.

### Contestation de l'ordre de préséance
Dès sa publication, le décret du 13 septembre 1989 a été contesté devant le Conseil d'État au motif qu'il méconnaîtrait le principe constitutionnel de l'indépendance de l'autorité judiciaire, ainsi que le principe de supériorité hiérarchique ou protocolaire des fonctions représentatives sur les autorités désignées par le pouvoir exécutif. Le Conseil d'État a rejeté ces recours le 20 mars 1992.

### Textes anciens
- Centre de recherche du château de Versailles, « Règlements de la Maison du roi (1551-1625) ».

### Textes juridiques
Dans le Journal officiel de la République française (JORF), sur Légifrance ou Gallica :
- Décret du 16 juin 1907 relatif aux cérémonies publiques, préséances, honneurs civils et militaires dans la métropole, JORF no 165 du 20 juin 1907, p. 4274.
- Décret no 89-655 du 13 septembre 1989 relatif aux cérémonies publiques, préséances, honneurs civils et militaires, JORF no 215 du 15 septembre 1989, p. 11648, NOR PRMX8900039D.